# Abel Jamas
Abel Jamas, né le 22 juin 1862 à Cramant et mort le 10 février 1940 à Rodez, est un graveur français.
On lui doit une estampe célèbre relatant l’Incendie de la cathédrale de Reims à la suite des bombardements de la guerre 14-18.

## Biographie
Jules Joseph Abel Jamas naît le 22 juin 1862 à Cramant, dans le département de la Marne, dans le Nord-Est de la France.
En 1911, il est fait officier de la légion d'honneur.
Il fonde, en 1922, avec l’architecte Ernest Kalas et le peintre Paul Bocquet, l’Union Rémoise des Arts Décoratifs (URAD) qui deviendra, en 1927, l’Union Champenoise des Arts Décoratifs (UCAD).
Il restaure et reconstitue les cuivres d’Edmé Moreau, abîmés par l’incendie survenu à Reims en 1917.
Abel Jamas meurt le 10 février 1940 à Rodez.

## Œuvres
- Le Christ en croix entre les deux larrons, 1900 (copie de l’œuvre de Rubens),
- La Vierge et l'enfant, 1921 (gravure de l’œuvre de Sebastiano Mainardi[4]),
- La cathédrale de Reims en flammes, 1928,
- Dix portraits de Cranach le Vieux, 1930,
- Chopin, 1938[5].